# Prefektura apostolska Xining
Prefektura apostolska Xining (łac. Apostolica Praefectura Siningensis) – rzymskokatolicka prefektura apostolska ze stolicą w Xining, w Chińskiej Republice Ludowej. Prefektura apostolska Xining nie wchodzi w skład żadnej metropolii, lecz podlega bezpośrednio władzy papieskiej.
Prefektura obecnie obejmuje 4 kościoły i 15 punktów misyjnych. Służy w niej 14 sióstr zakonnych.

## Historia
4 lutego 1937, za pontyfikatu Piusa XI, erygowana została prefektura apostolska Xining. Powstała ona na terenach misyjnych prowincji Qinghai i została wydzielona z wikariatu apostolskiego Lanzhoufu (obecnie archidiecezja Lanzhou).
Rozwój misji w Xining, podobnie jak w całym państwie, przerwało zwycięstwo komunistów w chińskiej wojnie domowej w 1949. Z 1950 pochodzą ostatnie pełne, oficjalne kościelne statystyki. Prefektura apostolska Xining liczyła wtedy:
- 4 144 wiernych (0,4% społeczeństwa)
- 11 księży (wszyscy zakonni)
- 4 zakonników i 20 sióstr zakonnych
- 57 parafii.

W 1953 władze wydaliły z kraju prefekta apostolskiego o. Hieronimusa Haberstroha SVD i wikariusza generalnego. Pozostające pod kontrolą partii komunistycznej Patriotyczne Stowarzyszenie Katolików Chińskich nie mianowało nigdy swojego ordynariusza w Xining. Wśród prefektów utrzymującego łączność ze Stolicą Apostolską Kościoła podziemnego w źródłach pojawia się jedynie obecny prefekt bp Matthias Gu Zheng.

## Prefekci apostolscy Xining
- o. Hieronymus Haberstroh SVD[b] (12 listopada 1937 - 13 sierpnia 1969) od 1953 przebywał na wygnaniu
- bp Matthias Gu Zheng (1991 - nadal)

Matthias Gu Zheng jest uznawany za prawowitego prefekta przez Stolicę Apostolską. Jednak jego sakra nie była uznana przez rząd Chińskiej Republiki Ludowej. Od końca lat 90. przebywa poza prefekturą i faktycznie nie pełni funkcji ordynariusza.
Obecny prefekt nosi godność biskupią, podczas gdy ordynariusze prefektur apostolskich zazwyczaj nie mają przyjętej sakry biskupiej.